# Ángel Sanzo
Ángel Damián Sanzo Herrera (né à Antequera, 1973) est un pianiste espagnol. Il enseigne au Conservatoire de Badajoz.

## Récompenses
| Année | Concours                                                 | Prix     | Lauréat du 1er prix | Ex-aequo avec... |
| ----- | -------------------------------------------------------- | -------- | ------------------- | ---------------- |
| 1998  | III Frechilla-Zuloaga, Valladolid                        | 1er prix |                     |                  |
| 2000  | Lalla Meriem, Meknes                                     | 1er prix |                     |                  |
| 2000  | XII Concours international de piano José Iturbi, Valence | 2e prix  | Roman Zaslavsky     |                  |
| 2002  | XI Cité de Carlet, Valence                               | 2e Prix  | Inese Klotina       |                  |
| 2004  | II Joaquín Rodrigo, Madrid                               | 1er prix |                     |                  |
| 2007  | XLV Città di Taranto                                     | 1er prix |                     |                  |

## Enregistrements
- Rosa Miranda y Ángel Sanzo (Cambayá Records)[6]